# Le Tallud
 Le Tallud  es una población y comuna francesa, situada en la región de Poitou-Charentes, departamento de Deux-Sèvres, en el distrito y cantón de Parthenay.

## Demografía
| 691 | 938 | 1406 | 1766 | 1808 | 1868 |
| Para los censos de 1962 a 1999 la población legal corresponde a la población sin duplicidades (Fuente: INSEE [Consultar]) |     |      |      |      |      |

Forma parte de la aglomeración urbana de Parthenay.